# Charlotte Hughes
Charlotte Marion Hughes, geboren als Charlotte Milburn (Middlesbrough, 1 augustus 1877 – Redcar, 17 maart 1993), was een Britse supereeuwelinge. Ze was (tot 7 april 2025) de oudste gevalideerde persoon ooit uit het Verenigd Koninkrijk.
Ze was de vijfde persoon ooit die de leeftijd van 115 jaar bereikte, na Augusta Holtz, Easter Wiggins, Jeanne Calment en Delphia Welford.

## Biografie
Hughes werd geboren in 1877. Haar man, Noel Hughes, overleed in 1979 op 88-jarige leeftijd. Door haar hoge leeftijd werd ze een bekendheid in Groot-Brittannië. Zo dronk ze in 1985 thee met toenmalig premier Margaret Thatcher van de Conservatives, hoewel ze een aanhanger was van de Labour Party.
In 1987 vloog ze, als geschenk voor haar 110e verjaardag, met de Concorde naar New York. In 1993 overleed ze op 115-jarige leeftijd. Ze was de op één na oudste mens ter wereld, na Jeanne Calment (1875-1997).